# Signaalgenerator

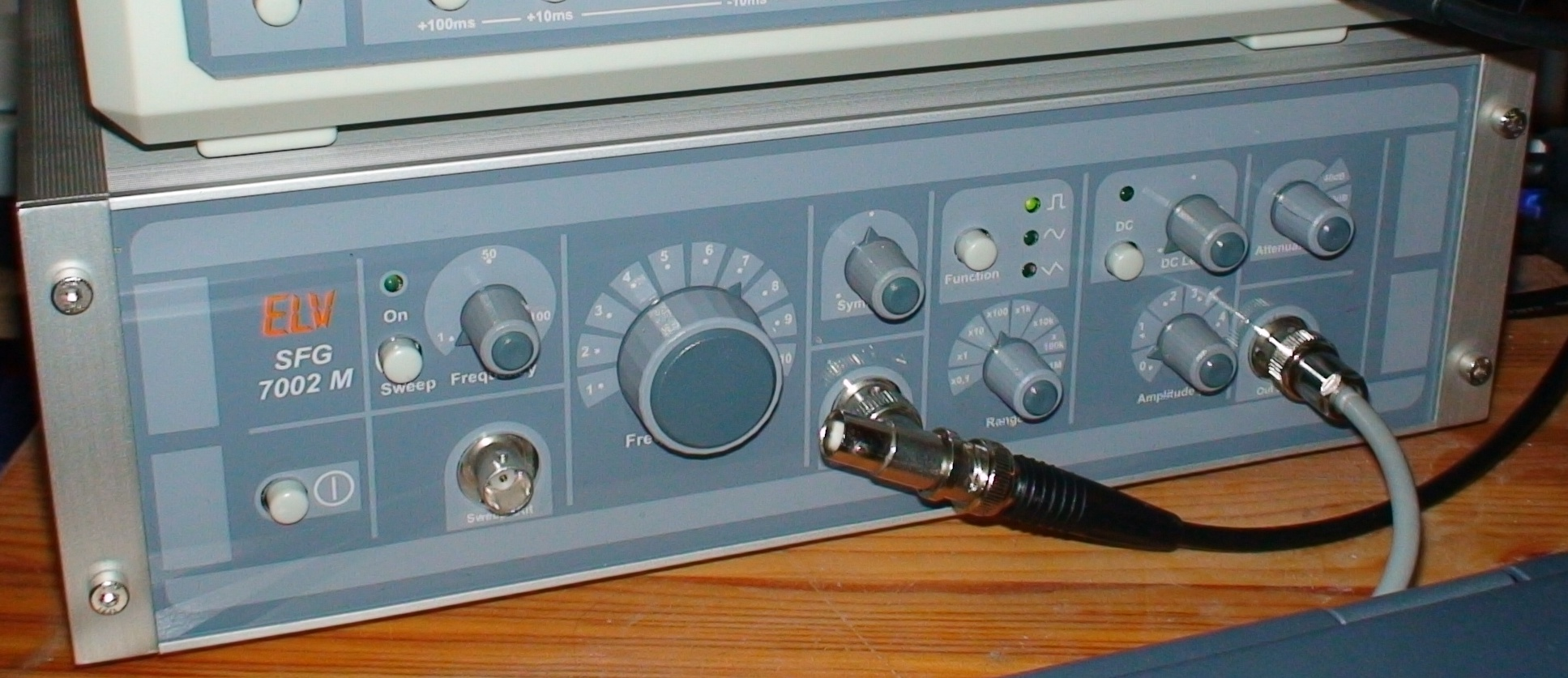
Functiegenerator

Een signaalgenerator of functiegenerator is een elektronisch instrument dat te beschouwen is als een variabele spanningsbron die verschillende golfvormen kan produceren. Meestal zijn ten minste sinusoiden, blok- en zaagtandvorm beschikbaar, waarbij zowel de amplitude als de frequentie ingesteld kan worden. Functiegeneratoren worden in de elektronica algemeen ingezet, bijvoorbeeld om individuele componenten te testen of impedantie te meten, maar het instrument wordt ook ingezet om complete schakelingen te testen, waaronder geluidsapparatuur en communicatieapparatuur.

## Algemeen
De frequentie en amplitude van de uitgangsspanning zijn instelbaar. Voor deze instellingen zijn soms aparte grof- en fijnregelingen aanwezig, resp. bestaande uit een stappenschakelaar (b.v. in stappen van 1:10 of 20 dB) en een lineaire potentiometer. Moderne apparatuur heeft digitale regelaars en uitlezingen en is vaak via een dataverbinding op afstand te bedienen. In complexe meetopstellingen verloopt de bediening middels speciale software die op een aangesloten computer is geïnstalleerd.
Signaalgeneratoren moeten, zoals alle meetapparatuur, regelmatig worden geijkt omdat de componenten in het apparaat zelf verouderen en het signaal uit de generator tijdens de meting vaak als referentie wordt gebruikt. Een nauwkeuriger referentie geeft vrijwel altijd een beter meetresultaat.
Het afgegeven signaal moet daarnaast aan hoge eisen voldoen om betrouwbare metingen te kunnen uitvoeren, met name de brom-, ruis- en vervormingscijfers moeten zeer laag zijn.
Een signaalgenerator heeft op de uitgang een impedantie die overeen moet komen met de impedantie van de aansluiting op datgene wat getest wordt, waarop de generator wordt aangesloten. Als dat niet mogelijk is, moet een aanpassingsnetwerk tussen de signaalgenerator en het aansluitpunt worden geschakeld. Zulke netwerken leveren altijd signaalverlies op, wat verrekend moet worden bij het instellen van de amplitude.

## Golfvormen

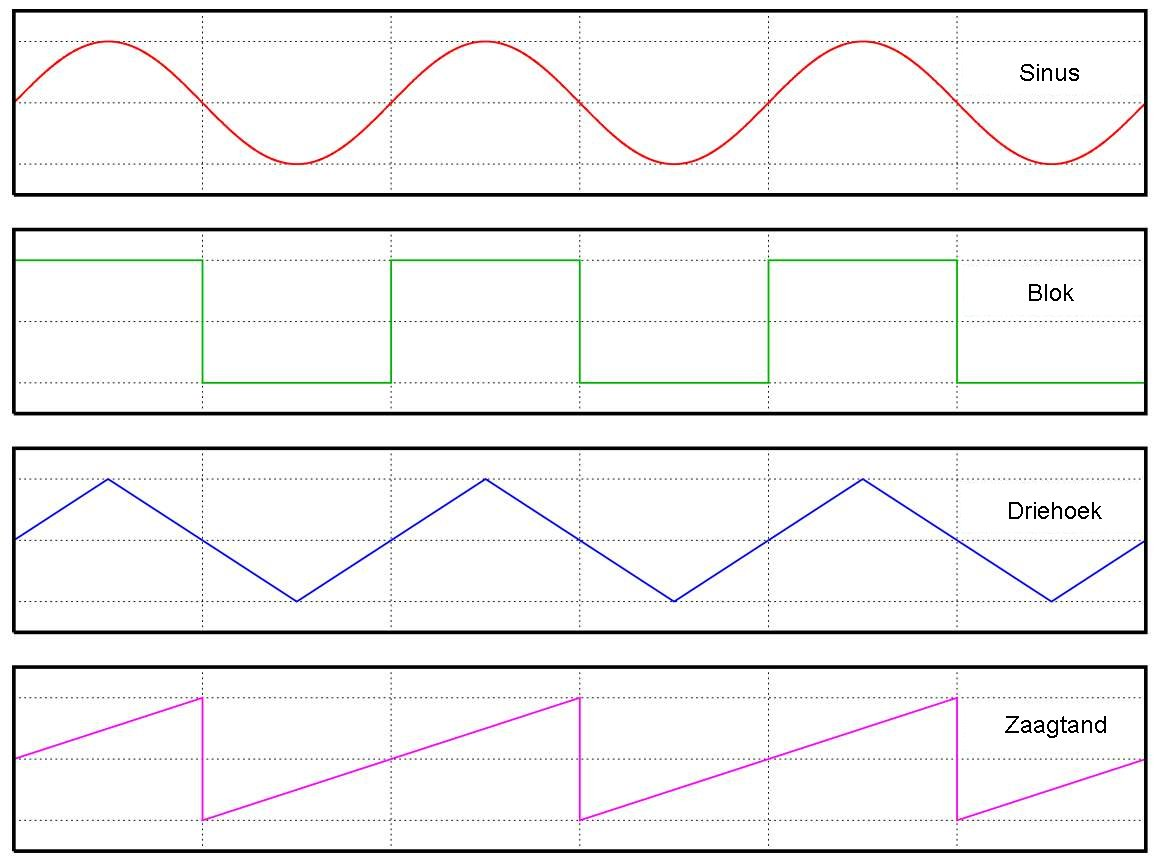
Golfvormen (spanningsverloop als functie van de tijd)

De golfvormen die met de meeste signaalgeneratoren kunnen worden opgewekt, zijn:
- een sinus (vrijwel altijd aanwezig);
- een blokgolf (meestal aanwezig);
- een zaagtand (vaak aanwezig);
- een inverse zaagtand (niet vaak aanwezig), deze wordt veel gebruikt bij het uit meten van versterkers;
- een driehoekspanning (vaak aanwezig)

Daarnaast kunnen sommige signaalgeneratoren ook andere golfvormen opwekken en kunnen we bij de duurdere modellen ook de volgende instellingen aantreffen:
- offset: een gelijkspanning die bij het signaal wordt opgeteld;
- duty cycle (bij blokgolven): de verhouding tussen de tijd dat het signaal positief ten opzichte van de periodetijd van het signaal;
- stijg- en daaltijden (bij blokgolven): de duur van de overgang tussen 10% en 90% van het verschil tussen maximale en minimale spanning;
- amplitudemodulatie van het signaal (meestal uitsluitend in combinatie met een sinusspanning);
- frequentiemodulatie;
- fasemodulatie.

Speciale generatoren hebben nog meer instellingen.

## Bijzondere uitvoeringen
Bijzondere soorten signaalgeneratoren zijn:
- de toongenerator: dit is een eenvoudige uitvoering met de nadruk op sinusvormige signalen in het hoorbare gebied (20 Hz ... 20 kHz);
- de meetzender: deze gaat tot hoge frequenties (meerdere MHz) en heeft uitgebreide modulatiemogelijkheden;
- de sweepgenerator: deze wekt een in de tijd veranderende frequentie frequentie op en is praktisch bij het opnemen van frequentiekarakteristieken;
- de videosignaalgenerator, die een complex signaal kan opwekken ten behoeve van het afregelen van televisietoestellen, videorecorders en monitors;
- de arbitrary waveform generator, die willekeurige golfvormen uit een intern geheugen op willekeurige frequenties kan opwekken.

## Toepassingen
Met het signaal van een dergelijke generator als referentie kan van een ander apparaat bijvoorbeeld de versterkingsfactor, de frequentiekarakteristiek of het vervormingspercentage bepaald worden, b.v. met een oscilloscoop of een vervormingsmeter. Een veel simpeler toepassing is het van achteren naar voren "doorfluiten" van een versterker door per trap, te beginnen bij de laatste trap, een toon te injecteren om vast te stellen welke versterkertrap defect is.